# Mégavalanche de Saint-Paul
Pour les articles homonymes, voir Mégavalanche.
La Mégavalanche de Saint-Paul – ou Mégavalanche de La Réunion – est une épreuve sportive de vélo tout-terrain se déroulant chaque année en décembre dans l'Ouest de l'île de La Réunion, département et région d'outre-mer français dans l'océan Indien. Cette descente marathon annuelle entre le sommet du Maïdo et l'océan Indien a été disputée pour la première fois en 1995. Le départ est donné près du sommet, à près de 2 200 mètres d'altitude. Le parcours traverse d'est en ouest le territoire communal de Saint-Paul, sur la côte duquel l'arrivée est jugée.

## Palmarès
En 2005, l'épreuve a été remportée par Rémy Absalon, le frère de Julien. En 2006, la victoire revient au multiple champion du monde Nicolas Vouilloz devant le titulaire du titre et l'Espagnol Tomás Misser. Il s'impose à nouveau face à Rémy Absalon et René Wildhaber en 2007.
La 15e édition de l'épreuve s'est déroulé fin novembre 2009. C'est le Suisse René Wildhaber qui a remporté l'épreuve en 47 min 37 s, devant les français François Bailly-Maître et Franck Parolin.
| Année | Premier                | Deuxième               | Troisième            | Féminine                |
| ----- | ---------------------- | ---------------------- | -------------------- | ----------------------- |
| 1995  | Nicolas Vouilloz       | François Gachet        | Patrick Boisvilliers | Anne-Caroline Chausson  |
| 1996  | Pascal Yen Pon         | Christian Lemmerz      | Samuel Peridy        | Brigitte Lepinay        |
| 1997  | David Dijoux           | Samuel Peridy          | Guillaume Koch       | Sandrine Dupuy          |
| 1998  | Patrick Boisvilliers   | Frédéric Nauche        | Jacky Séry           | Isabelle Gantner        |
| 1999  | Nicolas Filippi        | Lionel Sequéra         | François Dola        | Cécile Rode (Ravanel)   |
| 2000  | Samuel Peridy          | Pascal Yen-Pon         | Jacky Sery           | Carole Grange           |
| 2001  | Steve Peat             | Samuel Peridy          | Alexandre Balaud     | Marjorie Mareux         |
| 2002  | Cédric Gracia          | René Wildhaber         | Alexandre Balaud     | Anne-Caroline Chausson  |
| 2003  | Fabien Barel           | René Wildhaber         | Alexandre Balaud     | Anne-Caroline Chausson  |
| 2004  | René Wildhaber         | Fabien Barel           | Olivier Giordanengo  | Estelle Vuillemin       |
| 2005  | Rémy Absalon           | René Wildhaber         | Fabien Barel         | Tracey Moseley          |
| 2006  | Nicolas Vouilloz       | Rémy Absalon           | Tomás Misser         | Caroline Incerti        |
| 2007  | Nicolas Vouilloz       | Rémy Absalon           | René Wildhaber       | \|Pauline Dieffenthaler |
| 2008  | Rémy Absalon           | Fabien Barel           | René Wildhaber       | Elisabeth Allione       |
| 2009  | René Wildhaber         | François Bailly-Maître | Franck Parolin       | Estelle Vuillemin       |
| 2010  | Rémy Absalon           | Nicolas Vouilloz       | Nino Schurter        | Anne-Caroline Chausson  |
| 2011  | Rémy Absalon           | Julien Absalon         | René Wildhaber       | Anne-Caroline Chausson  |
| 2012  | Nicolas Lau            | Aurélien Giordanengo   | Cédric Gracia        | Anne-Caroline Chausson  |
| 2013  | François Bailly-Maître | Jérôme Clementz        | Rémy Absalon         | Ines Thoma              |
| 2014  | Rémy Absalon           | Nicolas Quéré          | Alexis Chenevier     | Nadine Sapin            |
| 2015  | Rémy Absalon           | Alexandre Sicard       | Théo Galy            | Magalie Pottier         |
| 2016  | Rémy Absalon           | Jérôme Clementz        | Cédric Gracia        | Pauline Dieffenthaler   |
| 2017  | Thomas Lapeyrie        | Loris Vergier          | Jean Max Laurestant  | Marie-Angélique Verguin |
| 2018  | Édition annulée        | Édition annulée        | Édition annulée      | Édition annulée         |
| 2019  | Damien Oton            | François Bailly-Maître | Kilian Bron          | Ines Thoma              |
| 2020  | Édition annulée        | Édition annulée        | Édition annulée      | Édition annulée         |
| 2021  | Hugo Pigeon            | Alexis Chenevier       | Stefan Peter         | Pauline Ferrand-Prévot  |
| 2022  | Olivier Bruwiere       | Antoine Vidal          | Romain Payet         | Adelina Fontaine        |
| 2023  | Hugo Pigeon            | Olivier Bruwiere       | Léo Abella           | Claire Chabbert         |
| 2024  | Hugo Pigeon            | Olivier Bruwiere       | Woody Keffort        |                         |